# Gabrielle à la rose
Gabrielle à la rose est une peinture à l'huile sur toile réalisée par Auguste Renoir en 1911 et conservée au Musée d'Orsay de Paris.

## Description
Renoir a peint Gabrielle Renard, l'un de ses modèles préférés, à de nombreuses reprises dans la dernière période de sa vie. La jeune femme brune et hâlée est montrée vêtue d'une blouse presque transparente, ample et blanche, ouverte sur les seins sur un décor neutre qui se fond avec les formes du modèle. Gabrielle se met une rose dans les cheveux au-dessus de l'oreille gauche, et tient une autre rose de couleur rose foncé à la main droite sur la table recouverte d'une nappe rouge. Ces fleurs symbolisent la jeunesse du modèle et la volupté malicieuse de ses chairs.
Renoir a maintenant largement dépassé la phase de dessin rigoureusement ingresque de sa production picturale et, avec  Gabrielle à la rose, il arrive à un coup de pinceau pâteux, propre à définir le corps riche de son modèle, qui s'affirme avec une grandeur à la manière de Rubens : « J'aime la peinture grasse, lisse, pâteuse, j'aime toucher un tableau, passer la main dessus » dit-il. Gabrielle à la rose, est, en fait, l'une des plus hautes expressions de la maturité très tardive de Renoir, une période souvent délaissée par les anthologies artistiques au profit de sa période impressionniste.
Il ne faut pas oublier cependant que ce sont justement les tableaux comme Gabrielle à la rose, avec leur palette riche en rouges corsés, qui ont fasciné les jeunes peintres de l'époque, comme Henri Matisse qui se rendait souvent à Cagnes-sur-Mer pour rendre visite au désormais âgé Renoir et connaître ses secrets.

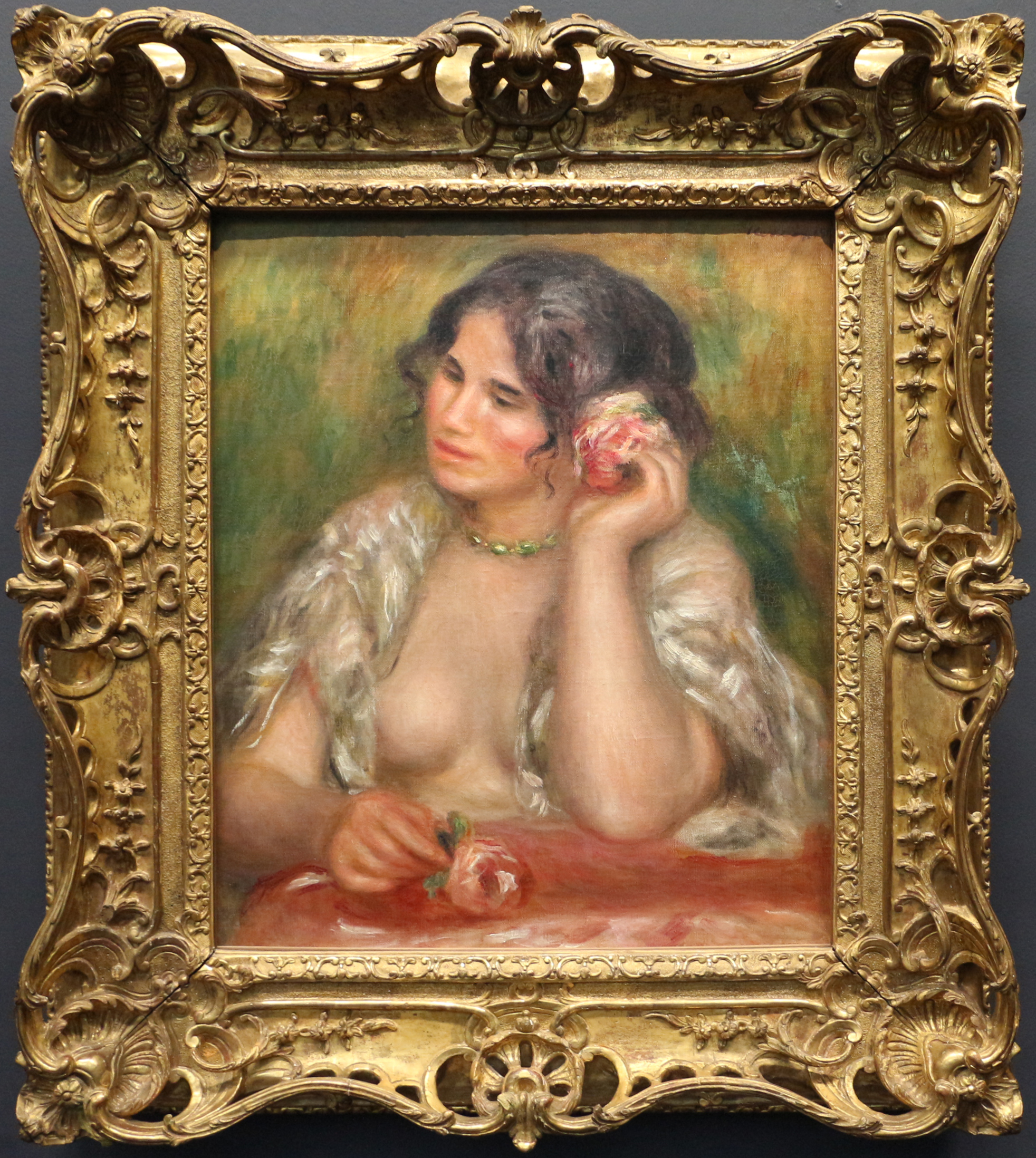
Gabrielle à la rose avec son cadre

Alors que les cadres à bordure en plâtre imitant les styles anciens étaient produits en série à l'époque, Renoir préférait les cadres artisanaux taillés dans le bois dur et a commandé, pour Gabrielle à la rose, un cadre de style Louis XV en bois sculpté, orné de coquilles et de volutes.
Ce tableau est un don en 1925 de Philippe Gangnat (1903-1996) en mémoire de son père, Maurice Gangnat, magnat de l'acier et ami des Renoir, mort en 1924,.